# معماری داخلی
معماری داخلی، طراحی ساختمانی است 

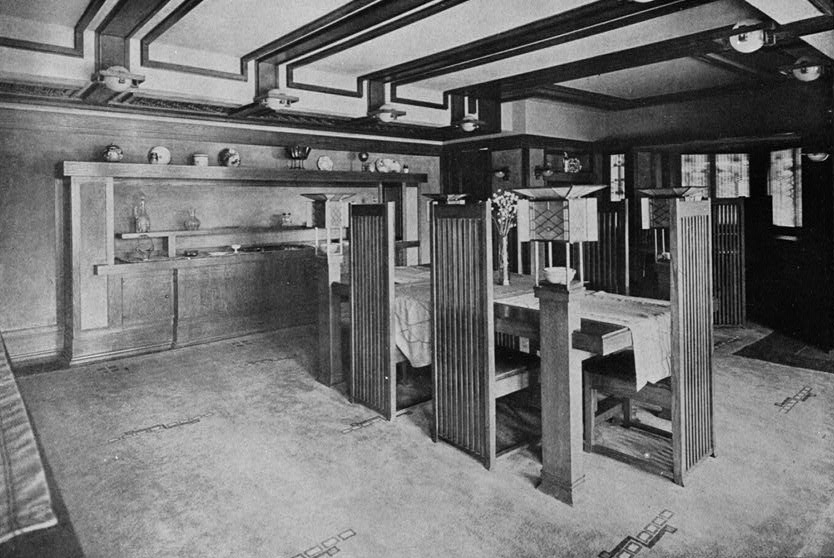
معماری داخلی خانه روبی فرانک لویی رایت (۱۹۱۱) که به عنوان یکی از هفت اتاق خواب‌های برتر آمریکا است.."

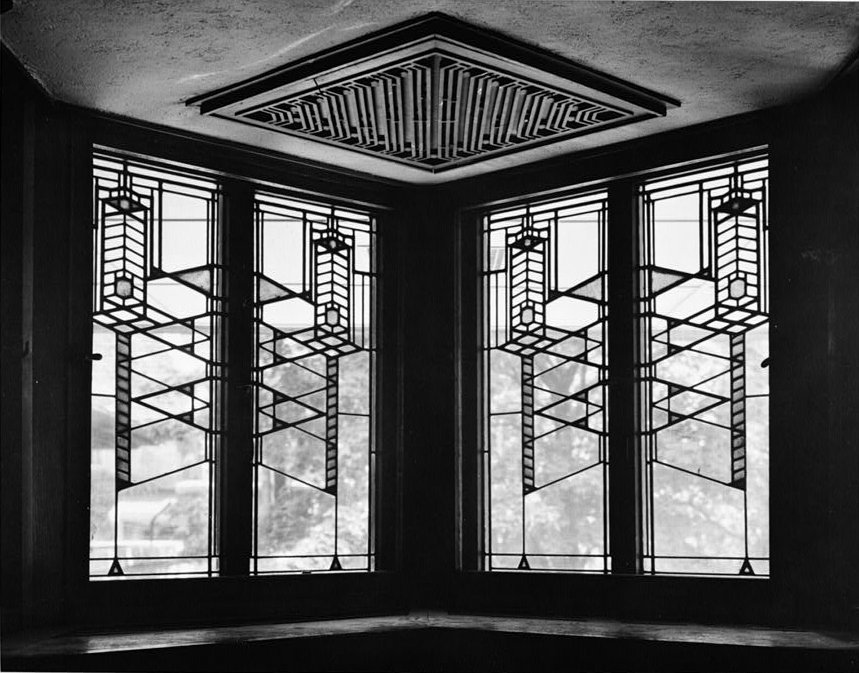
پنجره‌های طراحی شده توسط معمار، فرانک لویی رایت در خانه روبی.

- هنر و علم طراحی بناکردن قسمت داخلی ساختمان به عنوان یک معماری مدرک و مرتبط با کیفیت‌های فیزیکی
- در حالی که معماران سعی در ساخت طراحی کل ساختمان دارند که مرتبط با مسائل سازه‌ای و نقشه است معماران داخلی هدف استفاده و قابل سکونت کردن مکان را طبق معیارهای انسانی دارند.[۲]
- معماری داخلی، توصیف درونی ساختمان و مرتبط با کیفیت‌های فیزیکی است.
- یک سبک یا روش طراحی است که به ساخت درون ساختمان می‌پردازد.

## تحولات در معماری داخلی
اگر چه ماهیت اصلی و کلی یک ساختمان توسط اولین معمار آن مشخص می‌شود تکرار و بازسازی متعاقب آن در درون ساختمان چنین نیست و همان‌طور که اکنون نیز دیده می‌شود بسیاری از ساختمان‌ها اگرچه در زمان‌های بسیار قبل ساخته شده بودند اما توسط سال‌های مختلف و بر اساس تغییر نیازهای جامعه مجدداً بازسازی می‌شوند که نشان می‌دهد یک ساختمان هیچ‌گاه نمی‌تواند کامل و تغییرناپذیر باشد.
ساختمانی که بازسازی شده باشد ممکن است از بیرون کاملاً مثل قبل بماند اما از درون ممکن است صورت کاملاً متفاوتی به خود گرفته باشد به همین دلیل یک معمار داخلی نه تنها باید روی جایگاه ساختمان و مکان آن از نظر فیزیکی و اجتماعی و سیاسی حساس باشد. باشد بلکه باید به وضعیت زمانی و مکانی ساختمان از نظر افراد و نیازهای آنان نیز دقت کند که اگر استخوان بندی ساختمان محکم باشد و ایدهٔ معمار اولیهٔ ان مناسب باشد، طی سلسله تغییرات ایمنی درونی آن، ساختمان دچار مشکل نخواهد شد و بقیه مجبور به دنبال یه روی از ان قواعد هستند.
شهرها اکنون از این ساختمان‌ها پر است، بسیاری از بانک‌ها رستوران‌ها و شاید کارخانه‌های صنعتی که اکنون به ساختمان‌ها و آپارتمان‌های بلند تبدیل شده‌اند یا حتی ایستگاه‌های راه‌آهن که به گالری هنری شده‌است که البته فشارهای اقتصادی نیز در این زمینه‌ها بی تأثیر نبوده. و در آینده نیز ممکن است دربارهٔ قسمت درونی ساختمان‌ها بازنگری صورت گیرد اما برای هر تغییری از نظر تکنیکی و تکنولوژی متخصصان آن زمان تصمیم می‌گیرند و حکم می‌دهند که چه ساختمانی در چرخهٔ زندگی خود اصلاح و تعدیل شود.
یک سری از سازه‌های مشخص بر اساس گذر زمان به دلیل حفاظت‌های تاریخی، غیرقابل استفاده ماندن یا محدودیت‌های مالی بدون تغییر باقی‌مانده‌اند. اما اکثر ساختمان‌ها مدت زمان معینی را پابرجا هستند همین‌طور داخل ساختمان‌ها از نظر زمانی تا مدتی معین سالم می‌ماند: برخی از آن‌ها مخصوصاً برای اینکه از نظر بصری غیرقابل تغییر ماند طراحی شده‌اند، برخی از آن‌ها به گونه‌ای اند که امکان سخت مجدد ساختمان را در همان محل می‌دهند و بالاخره برخی از آن‌ها برای نیازهای جدید بازسازی شده‌اند و طبق نیازهای روز تغییر داده شده‌اند.
درجه‌های مختلفی از تغییر را دارند کمترین مقدار آن برای آن است که فضای داخلی ساختمان را طوری بر ما زند که ساخت آن برای طولانی مدت جواب بدهد و بیشترین آن تغییر دادن نمای کلی و کل ساختمان برای ساخت ساختمانی جدید برای همگی جدید است. هر اتفاق دیگری بین این ۲ حالت به مسئولیت‌های یک معماری داخلی مربوط می‌شود.
اگر مسئولیت‌های یک معمار محتوی علم و هنر ساختمان‌های جدید است پس در مورد یک معمار داخلی این مسئولیت‌ها مربوط به حوزه‌های تغییر دادن ساختمان‌های موجود برای استفاده‌های جدید است.

## درآمد
درآمد معماران در شرکت‌های معماری به دلیل تغییر شرایط کاری در نوسان است برای معماران گاهی سختی‌های وجود دارد که نمی‌توانند به منابع اقتصادی می‌شوند؛ که برخی از شرکت‌ها هستند که مخارجی را برای نیازهای کارمند را نشان می‌دهد.

## تحصیلات و اهداف
تحصیلات در معماری داخلی باید شامل معماری تاریخی و سبک‌های طراحی، کدهای ساختمانی و امنیتی، حفاظت و جایگزین کردن ساختمان‌های قدیمی، طراحی نقشه، شامل قسمت‌های فیزیکی و مجازی ساختمان باشد. رشتهٔ معماری داخلی نقاط مشترک بسیاری با طراحی داخلی و دکوراسیون دارد اگر چه به‌طور مشخص بر روی مسائل معماری و سازه‌ای تمرکز دارد.
یادگیری طراحی مناسب و راحت، امن، فضاهای درونی مفید و سودمدن. یک معمار داخلی در مورد اهمیت‌هایی مانند این که کدام سبک از مبلمان و تزئینات استفاده شود، یادمی‌گیرد و مطالعه می‌کند. این مطالعات شامل اطلاعات و مسائل تکنیکی مانند مجهز کردن ساختمان‌های قدیمی در مقابل زلزله نیز می‌باشد.

## برنامه‌های تحصیلی
معماری داخلی در تقاطعی بین معماری، طراحی ساختمان و محیط و حفاظت از آن‌ها قرار دارد. برنامه‌های معماری داخلی بیشتر به جایگزینی و استفاده مجدد از ساختمان‌ها همراه با هدف نوآوری و ترقی دنبال می‌شود.
برنامه‌های گرفتن مدرک برای معماران داخلی برنامه‌های است که افراد را متعهد و آماده می‌کند که شرط‌های معماری را در طراحی داخلی فضاهای مسکونی، کارآفرینیو هدف‌های کاری اعمال می‌کنند و به عنوان یک معمار داخلی حرفه‌ای عملکرد مفید داشته باشند. این مطالعات شامل ساخت در معماری، استانداردهای امنیت و ساخت، طراحی سیستم سازه‌ای، طراحی سیستم گرمایش و سرمایش، طراحی داخلی و مسئولیت‌های حرفه‌ای و استانداردها می‌باشد."
در ایالات متحده برای گرفتن مدرک باید با سازمان‌های خاصی کارکرد و امتحان‌های مخصوصی دارد بعضی از ایالت‌ها این شرط‌ها را بیشتر کرده‌اند در بسیاری از کشورهای اروپایی استفاده از لقب «معماری داخلی» باید کاملاً قانونی باشد و سخت‌گیری‌های لازم برای آن اعمال شود، و برای افرادی که تحصیلات لازم را ندارند یا کارآموز هستند استفاده از این عنوان ناممکن است مگر اینکه فرد ادامه تحصیل بدهد و برای گرفتن مدرک در این زمینه اقدام کند و به سواد لازم برسد.